# Chrasť nad Hornádom
Chrast nad Hornádom (německy Hrosst, maďarsky Harászt) je obec na Slovensku v okrese Spišská Nová Ves, v Košickém kraji. V roce 2023 zde žilo 928 obyvatel.

## Polohopis
Obec se nachází ve východní části Hornádské kotliny a na severních svazích Galmusu. Leží zhruba 7 km západně od města Spišské Vlachy a 8 km východně od města Spišská Nová Ves. Sousedními obcemi jsou Jamník, Matejovce nad Hornádom, Poráč, Spišský Hrušov a Vítkovce.

### Vodní toky
Hlavní řekou protékající obcí je Hornád, do nějž se ve východní části obce, poblíž osady Rovnice vlévá potok Zlatník, pramenící u obce Poráč.

## Historie
První písemná zmínka o obci pochází z roku 1280. Na přelomu 18. a 19. století zde po dobu 18 let působil akademický malíř Jozef Hanula.

### Vývoj názvu obce
- 1280 – Horost
- 1344 – Harast
- 1773 – Hrost
- 1786 – Hrasce
- 1808 – Chrasť
- 1927 – Chrast na Slovensku
- 1932 – Chrast nad Hornádom

## Kultura a zajímavosti

### Památky
Katolický Kostel Nejsvětější Trojice
Postaven v románském slohu jako na Slovensku unikátní tetrakoncha někdy v období druhé poloviny 12. století až 2. poloviny 13. století. Rozšířený byl v roce 1646 a upravován v letech 1694, 1749 - 1755. Jádro stavby tvoří poměrně vysoká, v gotickém období nastavená věž se čtvercovým půdorysem, ke které přiléhaly čtyři apsidy zaklenuté konchami. Západní apsida byla odstraněna kolem roku 1646 při rozšíření kostela přístavbou obdélníkové lodě, zaklenuté křížovou klenbou hřebenovou. Původní, dnes zazděný románský vchod na západní straně jižní apsidy. Roku 1748 poškodil kostel blesk, v letech 1749 - 1755 byl kostel upravován. Z těchto dob pochází západní pozdněbarokní portál lodě s kamenným ostěním, rozeklaným frontonem a nápisem s datem 1749. Pod nynější výmalbou interiéru od J. Hanuly byly sondami zjištěny gotické nástěnné malby ve dvou vrstvách. Levý boční oltář Piety, pozdněbarokní z konce 18. stol.

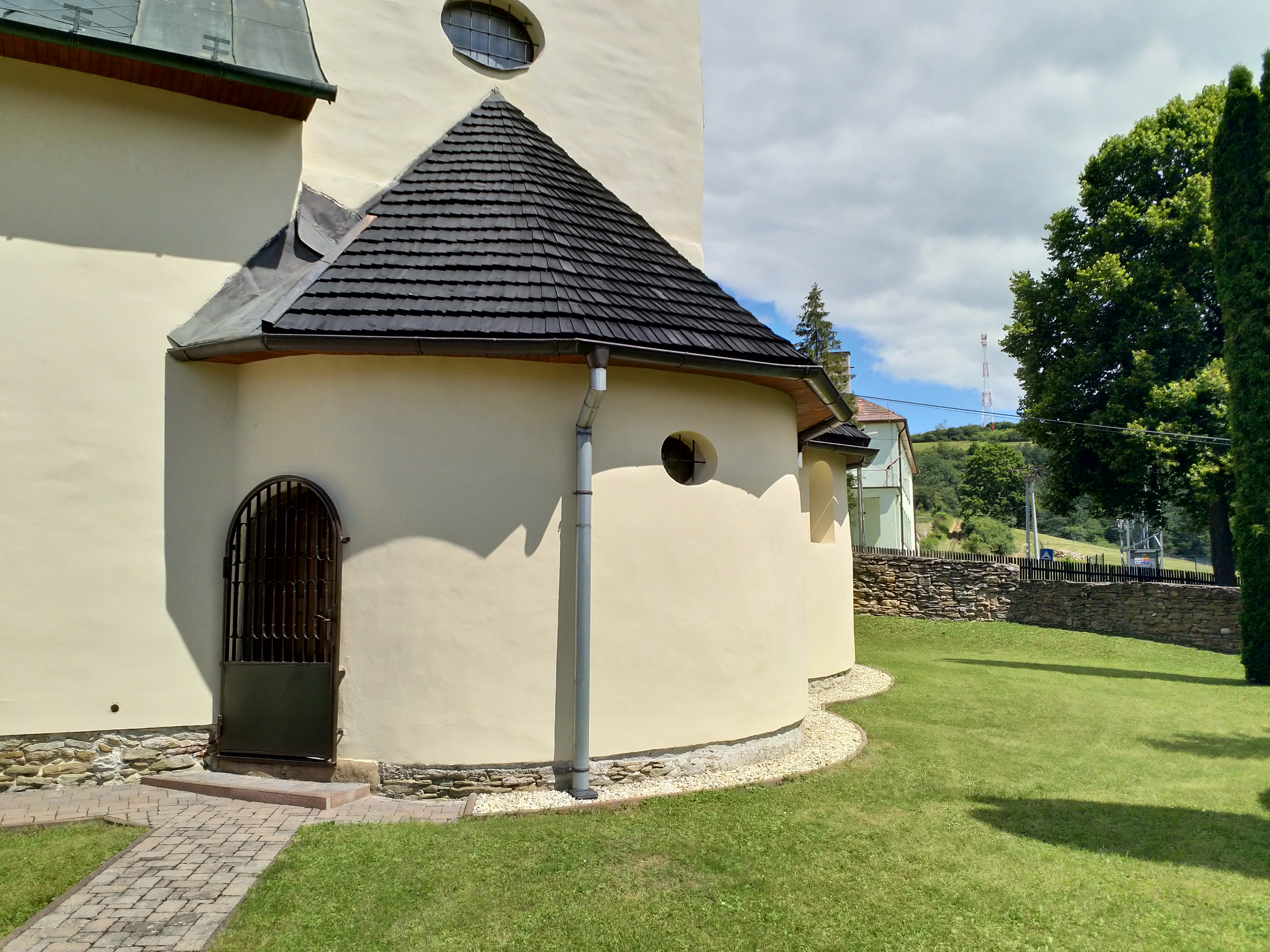
Románské apsidy na Kostele Nejsvětější Trojice

#### Farská a Šikľavá skála
V katastru obce se nachází dvě skalní památky. Přírodní památka Šikľavá skála se nachází nad řekou Hornád, přibližně 1 km od centra obce ve směru na obec Matejovce nad Hornádom. Lokalita je zajímavá zejména v zimě, kdy se zde tvoří ledopád Lesanka, veliký 30 m a široký 300 m, který stéká po vápencovém převisu k do řeky. Místo je přístupné po žluté turistické značce. 
Druhou skalní lokalitou je přírodní památka Farská skála, nacházející se v centru obce, pod kostelem Nejsvětější Trojice. Ceněna je pro skalní stěnu se zvrstvením z období paleogénu.

### Sport
V obci působí jedna tělovýchovná jednota s fotbalovým oddílem. Několik sezón měla i tenisový oddíl.
Momentálně působí fotbalová družstva dospělých, dorostu a žáků v okresní soutěži SOFZ. Střídavě však už hráli i ve vyšší, krajské soutěži.

## Obyvatelstvo
| Rok            | 1869 | 1880 | 1890 | 1900 | 1910 | 1921 | 1930 | 1950 | 1961 | 1970 | 1980 | 1991 | 2001 | 2011 | 2021 |
| -------------- | ---- | ---- | ---- | ---- | ---- | ---- | ---- | ---- | ---- | ---- | ---- | ---- | ---- | ---- | ---- |
| Počet obyvatel | 350  | 338  | 343  | 295  | 276  | 313  | 322  | 365  | 489  | 625  | 689  | 684  | 727  | 846  | 904  |
| Počet domů     | -    | 60   | 66   | 60   | 63   | 59   | 61   | 63   | 81   | 106  | 122  | 140  | 136  | 152  | 201  |

|                        | Počet obyvatel | %      |
| ---------------------- | -------------- | ------ |
| Římskokatolická církev | 786            | 86,9 % |
| Řeckokatolická církev  | 17             | 1,9 %  |
| Bez vyznání            | 31             | 3,4 %  |
| Ostatní a nezjištěno   | 70             | 7,7 %  |

## Infrastruktura
V obci funguje základní a mateřská škola (budova č.p. 43), hostinec a sbor dobrovolných hasičů, sídlící v budově obecního úřadu. Obec je díky zastávce na železniční trati Žilina–Košice napojena na železniční dopravu, z místní zastávky odjíždějí spoje do Košic, Margecan, Popradu, či Spišské Nové Vsi. Díky autobusové dopravě a dvěma zastávkám v obci (Chrásť č.d. 13 a Chrásť, OcÚ) je obec propojena se Spišskou Novou Vsí a obcemi Hlincovce, Spišský Hrušov, nebo Vítkovce.